# Троицкая церковь (Мюнхен)
Троицкая церковь (Драйфальтигкайткирхе; нем. Dreifaltigkeitskirche) — римско-католическая вотивная церковь в центре города Мюнхен (федеральная земля Бавария), на улице Пачеллистрассе (Pacellistraße); была построена в 1711—1718 годах как монастырская церковь ордена кармелиток.

## История и описание
Строительство церкви Святой Троицы связано с выполнением клятвы, данной баварскими аристократами и горожанами Мюнхена в 1704 году: клятва была дана на основе пророчества Марии Анны Линдмайр — в надежде на успешное окончание Войны за испанское наследство. Основной движущей силой и источником финансирования проекта до 1714 года была имперская администрация, управляющая Баварией в то время (Kaiserliche Administration in Bayern). Первый камень в основание храма, строившегося по проекту Джованни Антонио Вискарди, был заложен в 1711 году.
В том же году императрицей Элеонорой Нейбургской в городе был основан монастырь кармелиток (Karmelitinnen), также посвященный Святой Троице. Монастырь был распущен в 1802 году, в ходе секуляризации в Баварии. Монастырская церковь стала первым церковным зданием в Мюнхена, построенным в стиле позднего барокко. Возведение центрального здания с куполом и входного фасада было продолжено уже после смерти Вискарди в 1713 году — новым архитектором стал Иоганн Георг Эттенхофер (Johann Georg Ettenhofer). Фигура Святого Михаила, расположенная в нише верхнего этажа, была создана Йозефом Фихтлем (Josef Fichtl) в 1726 году.
Во время Второй мировой войны Троицкая церковь стала единственным храмом в центре Мюнхена, который не был разрушен в результате бомбардировок. Колокольня, несколько пострадавшая от войны, находится севернее — в районе бывшего монастыря. Само здание бывшего монастыря кармелиток — трехэтажный комплекс в стиле барокко, построенный Филиппом Якобом Кегльспергером по проекту Георга Шорна — сегодня является домом архиепископа (Generalvikariat). В здании церкви можно увидеть работы целого ряда художников, включая Космаса Дамиана Асама (Brüder Asam), Йозефа Руффини (Joseph Ruffini), Андреаса Файстенбергера (Andreas Faistenberger) и Иоганна Баптиста Штрауба.